# .de
.deはドイツの国別コードトップレベルドメイン(ccTLD)。DENIC（Deutsches Network Information Center）が管轄している。.uk同様セカンドレベルドメインはない。「de」という国名コードはISO 3166-1で決まったもので、ドイツ語でドイツを意味する「Deutschland」の最初の二文字から取られている。
.deはもともと旧西ドイツのトップレベルドメインとして使用が始まったが、1989年以降は旧東ドイツ地域でも使用されるようになった。ドイツ民主共和国（東ドイツ）の国別コードトップレベルドメイン（ccTLD）は本来.ddが割り当てられる予定だったが、1990年のドイツ再統一で東ドイツがなくなったため使用されることはなく、.ddもルートサーバに追加されることは無かった。このため、ドイツの国別コードトップレベルドメインとして実際に存在したのは.deのみである。
.deは、2024年11月現在も.cn（中華人民共和国）に次いで二番目に登録数の多い国別コードトップレベルドメイン（ccTLD）で、トップレベルドメイン（TLD）では.comと.cnに次ぎ三番目に登録数が多い。最初に.deドメインが登録された場所はドルトムント工科大学で、「uni-dortmund.de」が最初に登録された.deドメインだった。
国際化ドメイン名での登録も可能であるため、ウムラウトなどドイツ語で使われるダイアクリティカルマークの含まれるドメイン名も登録できる。